# Дочь моя (фильм)
Дочь моя (итал. Figlia mia) — итало-немецко-швейцарский драматический фильм 2018 года, поставленный режиссером Лаурой Биспури с Валерией Голино и Альбой Рорвахер в главных ролях. Фильм принимал участие в конкурсной программе 68-го Берлинского международного кинофестиваля 2018 года.

## Сюжет
В основе сюжета фильма история 10-летней Виктории, которая разрывается между двумя матерями: одной, которая вырастила ее с любовью, и второй, биологической, которая инстинктивно стремится привлечь дочку к себе. Три женщины борются с примитивными чувствами, имея дело с душевными ранами и неразрывными связями.